# Bunuri mobile din domeniul documente clasate în patrimoniul cultural național al României aflate în județul Satu Mare
Acestă listă conține bunurile mobile din domeniul documente clasate în Patrimoniul cultural național al României aflate la momentul clasării în județul Satu Mare.

## Tezaur
| Foto | Informații generale | Detalii tehnice                                                                                | Descriere | Deținător             | Legături |
| ---- | --- | ---------------------------------------------------------------------------------------------- | --- | --------------------- | -------- |
|      | Împăratul Ferdinand I reconfirmă vechile drepturi și privilegii ale orașelor Satu Mare si Mintiu (in eorum antiquis privilegiis et libertatibus) Autor: Ferdinand I                                                  | Datare: 16 septembrie 1549 Dimensiuni: L=36 cm,LA=47 cm. Material: Pergament                   | Privilegiul este semnat de împăratul Ferdinand I și de cancelarul Nicolaus Olahus și este acordat orașelor Satu Mare și Mintiu (oppidorum Zathmar et Nemethy). Pergamentul este în stare bună de conservare și reprezintă unul dintre puținele privilegii păstrate ale orașului Satu Mare. Este extrem de important pentru că este contrasemnat de umanistul de origine română Nicolaus Olahus, episcop de Zagreb și cancelar al Ungariei. | Muzeul Județean, Satu | Cimec    |
|      | Împăratul Ferdinand I (1526 - 1564) reconfirmă vechile libertăți ale locuitorilor din Mintiu, dintre care unii fugiți în urma răscoalei lui Gheorghe Doja din anul 1514. Autor: Ferdinand I                          | Datare: 26 mai 1548 Dimensiuni: L=33 cm, LA=48,5 cm Material: Pergament                        | Privilegiul semnat de Ferdinand I și Nicolaus Olahus, cancelar al împăratului pentru regatul Ungariei reconfirmă vechile drepturi ale locuitorilor din orașul Mintiu (Oppidi Nemethy). Privilegiu este în stare foarte bună de conservare prezentând urme de atac biologic stopate prin restaurarea realizată în deceniul opt al veacului al XX-lea la Laboratorului Național de Restaurare din București. | Muzeul Județean, Satu | Cimec    |
|      | Împăratul Rudolf al II -lea confirmă vechile drepturi și libertăți ale locuitorilor din Mintiu (azi cartier al orașului Satu Mare) acordate de vechii regi ai Ungariei. Autor: Rudolf al II lea                      | Dimensiuni: LA=46,5 cm; L=31,5 cm Material: Pergament                                          | Privilegiul este acordat locuitorilor din Mintiu (oppidi nostri Nemethy) aparținând de domeniul cetății Satu Mare. Documentul este în stare acceptabilă de conservare având în partea de sus câteva rupturi mecanice dar care nu impiedică citirea lui. Este important pentru istoria Romaiei datorită mai ales împăratului Rudolf al II-lea care este strâns legat de domnitorul român Mihai Viteazul. | Muzeul Județean, Satu | Cimec    |
|      | Contele Georgius Thurzo, palatin al regatului Ungariei, garantează libertățile orașului Mintiu și Satu Mare, acordate de regii și împărații anteriori. Autor: Georgius Thurzo                                        | Datare: 15 iunie 1610 Dimensiuni: LA=43 cm; L=28 cm Material: hârtie                           | Privilegiul este semnat de Georgius Thurzo, palatin al regatului Ungariei, consilier și locotenent al împaratului Matthias. Documentul din hârtie de marcă este într-o stare foarte bună de conservare, având o mică ruptură pe partea dreaptă, de-a lungul plierii efectuate înca din evul mediu. | Muzeul Județean, Satu | Cimec    |
|      | Împăratul Matthias (1608-1619) reglementează raporturile dintre orășenii din orașele Satu Mare și Mintiu și nobilii care se așezau aici. Autor: Matthias al II -lea                                                  | Datare: 24 iulie 1618 Dimensiuni: L=38 cm; LA=62 cm Material: pergament                        | Privilegiul este semnat de împăratul Matthias și Valentin Leepes, episcop de Nitra și cancelar al regatului Ungariei și este acordat orășenilor din orașele Satu Mare și Mintiu (Zathmar et Nemethy). Documentul prezintă pe partea de mijloc mai multe locuri distruse în urma unui atac biologic astăzi stopat prin restaurarea realizată în deceniul opt al veacului al XX -lea la Laboratorul Național de Restaurare din București. | Muzeul Județean, Satu | Cimec    |
|      | Imparatul Leopold I (1657 - 1705) intareste orasului Satu Mare Mintiu(Zathmar Nemethy) vechile libertati, privilegii si obisnuinte (antiquis libertatibus, privilegiis et consuetudinibus) Autor: Leopold I          | Datare: 6 iunie 1666 Dimensiuni: LA=52,5 cm,L=38 cm Material: pergament                        | Privilegiul semnat de Leopold, Georgius Szelepcseny, arhiepiscop de Strigoniu (azi Esztergom) și Stephanus Orban era acordat orașului Satu Mare Mintiu (Zathmar Nemety) aparținător de domeniul cetății Satu Mare (arcem nostram Zothmariensem). Privilegiul s-a păstrat în condiții extrem de bune prezentând doar pliurile rezultate în urma împăturirii lui în Evul Mediu. | Muzeul Județean, Satu | Cimec    |
|      | Comitele Georgius Thurzo de Bethlenfalva, palatin al regatului Ungariei confirmă statutele orașului Mintțiu(Nemethy) adoptate de oraș în 12 martie 1514. Autor: Comes Georgius Thurzo                                | Datare: 24 mai 1610 Dimensiuni: L=31 cm, LA= 27 cm Material: pergament                         | Privilegiu confirmă statutele orașului Mințiu (Nemety) adoptate de oraș încă din anul 1514, martie 12. Pergamentul este extrem de îngrijit scris având începutul scris cu litere de aur (partea cu titlurile contelui) iar litera de început ”N” frumos ornamentată cu motive florale si vegetale în culorile auriu, negru, verde. Aceleași litere de aur se regasesc și la sfârșitul documentului. Documentul prezintă începutul unui atac biologic stopat cu ocazia restaurării din deceniul IX al secolului la XX-lea. | Muzeul Județean, Satu | Cimec    |
|      | Împăratul Matthias al II-lea (1608-1618), rege al Ungariei reconfirmă libertățile și imunitățile orașului Satu Mare Mintiu (oppidi nostri Zatthmar Nemethy) Autor: Matthias al II -lea                               | Datare: 28 decembrie 1609 Dimensiuni: LA=54,5 cm, L= 31 cm Material: pergament                 | Privilegiu semnat de împăratul Matthias, Valentinus Leepes, episcop de Nitra și cancelar al regatului Ungariei ne oferă și numele a 2 conducători ai sătmarului- Nicolaus Bockay de Bosko, comitele comitatului Satu Mare și Thoma Debreczeni provozor al cetății Satu Mare. Privilegiul a suferit un atac biologic astăzi stopat prin restaurarea efectuată în domeniul al IX-lea secolului al XX-lea la Laboratorul Național de Restaurare. Din cauza plierii privilegiul prezintă mai multe rupturi completate cu ocazia restaurării. | Muzeul Județean, Satu | Cimec    |
|      | Împăratul Ferdinand I(1526-1564) reconfirmă vechile drepturi și libertăți acordate orașului Mințiu de regii Ludovic cel Mare Corvinul precum și de Iancu de Hunedoara, voievod al Transilvaniei Autor: Ferdinand I   | Dimensiuni: L – 73 cm; LA– 54,5 cm Material: pergament                                         | Privilegiul transcrie privilegiile vechi ale orașului Mintiu (oppidi Nemethy), reconfirmându-le. Privilegiul prezintă urmele unui atac biologic stopat cu ocazia restaurării din deceniul IX al secolului al XX-lea. De asemenea prezintă mai multe pete de culoare maroniu – roșcat precum și o mică ruptură de-a lungul unui pliu (pergamentul a fost împăturit în evul mediu) completată cu ocazia restaurării. | Muzeul Județean, Satu | Cimec    |
|      | Proces verbal al Congregație Autor: Franciscus Burejan de Palfava | Datare: 1576 Dimensiuni: L=125,5 cm, LA=33 cm Material: hârtie                                 | Proces verbal cuprinde cauza adunării nobiliare desfășurate la Csenger (localitate din Ungaria) în anul 1576 în cursul căreia a fost citită și acceptată o diplomă a împăratului Maximilian al II-lea. Hârtia documentului are filigran cu două capete cu o coroană pe cap în mijloc un scut. | Muzeul Județean, Satu | Cimec    |
|      | Împăratul Maximilian al II-lea( 1564-1576) confirmă vechile privilegii acordate orasului Mințiu de predecesorii săi, regii din trecut ai Ungariei. Autor: Maximilian al II-lea                                       | Datare: 16 septembrie 1561 Material: pergament                                                 | Privilegiul împăratului Maximilian al II-lea confirmă vechile drepturi și libertăți acordate orașului Mințiu de predecesorii săi, regii din trecut ai Ungariei. | Muzeul Județean, Satu | Cimec    |
|      | Acordarea statutului de Oraș Liber Regal pentru Satu Mare de către împăratul romano-german Carol VI, privilegiile administrative, fiscale și jurisdicția acestuia. Autor: Illeshazy Comes Nicolaus; Hunyady Ladislau | Datare: 2 ianuarie 1721 Dimensiuni: L: 31; La: 23; Diametrul sigiliului: 13 Material: hârtie   | Diploma conține 11 pagini cuprinzând privilegiile de natură administrativă, fiscală și jurisdicțională acordate de către împăratul Carol VI odată cu statutul de Oraș Liber Regal pentru Satu Mare. Titlul documentului redat pe copertă este următorul: Diploma Regiae et Liberae Szathmarnemeti. Actorum diplomaticorum No. 41. Coperțile sunt realizate din carton alb, decorat cu două chenare realizate prin îmbinarea unor motive vegetale și florale, incizate și îmbibate cu cerneală aurie, aflate unul în interiorul celuilalt. În chenare, înafara titlului documentului se află, în centru, stema Imperiului Romano-German. Coperțile sunt legate cu 4 panglici din mătase galbenă. Sigiliul imperial din ceară roșie este legat de copertă printr-un șnur multicolor, iar suportul circular este realizat din lemn. | Muzeul Județean, Satu | Cimec    |
|      | Ferdinand I, împăratul Austriei și regele Ungariei acordă blazonul orașului liber regal Satu Mare Autor: Mailath, Antonius; Varady, Josephus                                                                         | Datare: 1 decembrie 1842 Dimensiuni: L: 34; La: 26,5; Diametrul sigiliului: 7 Material: hârtie | Diploma conține 8 file cuprinzând descrierea detaliată a elemntelor blazonului acordat de împăratul Ferdinand I orașului liber regal Satu Mare. Pe prima filă, pe verso, încadrat într-un chenar auriu, pe un fond albastru decorat cu elemente arhitecturale se află redat blazonul orașului, conform descrierii narative regăsite în document. Blazonul are formă circulară, reprezintă un turn de cetate încadrat de ziduri cu creneluri, pe care se găsesc, de o parte și de alta a turnului, doi copaci și doi cavalei în armură. La picioarele turnului se găsește un leu stând culcat. În chenarul dublu circular al blazonului, pe fond alb, se află inscripția în limba maghiară: „Szabad Királyi Szatmár-Németi Város Pecsétje 1842”. Pe fila trei recto, într-un chenar realizat din gravuri reprezentând motive florale și vegetale, cu cerneală aurie se află începutul titulaturii imperiale: Nos Franciscus Primus Divina Favente Clementia Austriae Imperator. În continuare, fiecare pagină prezintă un chenar gravat cu aceleași motive. Coperțile sunt învelite în catifea vișinie, prinse cu 2 panglici din mătase roșie și 2 din mătase verde. Suportul sigiliului este din alamă, decorat prin incizie, circular, cu capac. | Muzeul Județean, Satu | Cimec    |
|      | Privilegiile breslei țesătorilor din orașul regal Satu Mare, emis de împăratul romano-german și regele Ungariei Francisc I Autor: Erdody Comes, Josephus; Banffy Sigismund                                           | Datare: 21 iulie 1815 Dimensiuni: L: 34,5; La: 26,5; Diametrul sigiliului: 8 Material: hârtie  | Diploma conține 39 de articole cuprinzând privilegiile acordate breslei țesătorilor din orașului liber regal Satu Mare. Documentul are 14 pagini. Titulatura imperială se află pe prima filă, pe verso, redată cu litere îngroșate, în limba latină. Scrisul este încadrat cu un chenar pe fiecare pagină, iar numărul articolului este îngroșat. Pagina de gardă a fost scrisă ulterior, în 1817, de o altă mână, tot în limba maghiară, cu cerneală neagră. Coperțile sunt realizate din carton învelit în catifea vișinie, căptușite cu hârtie în interior, legate cu 4 panglici, 2 albe și 2 verzi, din mătase. Sigiliul imperial din ceară roșie este legat de copertă printr-un șnur multicolor, iar suportul circular este realizat din lemn. | Muzeul Județean, Satu | Cimec    |

## Fond
| Foto | Informații generale | Detalii tehnice                                                              | Descriere | Deținător             | Legături |
| ---- | --- | ---------------------------------------------------------------------------- | --- | --------------------- | -------- |
|      | Document Autor: Matia Corvin | Datare: 1486 Material: pergament                                             | Pergamentul a fost pliat în cursul Evului Mediu rămânând vizibile două pliuri transversale și unul longitudinal. De asemenea el a suferit un puternic atac biologic care a dus la deprecierea scrisului. | Muzeul Județean, Satu | Cimec    |
|      | Împăratul Ferdinand al II-lea (1618-1637), garantează drepturile și imunitățile orașului Satu Mare Mințiu în fața abuzurilor săvârșite de soldații din cetatea Satu Mare Autor: Ferdinand II                          | Datare: 14 martie 1634 Dimensiuni: LA=53,5 cm, L=32,5 cm Material: pergament | Privilegiu semnat de împăratul Ferdinandus, Stephanus Sennyey, episcop de aurini (Rabin), cancelar al regatului Ungariei și Laurentius Ferenczffy și este acordat "toatei comunități a orașului nostru Satu Mare" (totiusque communitatis oppidi nostri Zathmar Nemety). Privilegiul a suferit un atac biologic destul de puternic stopat prin restaurarea efectuata în deceniul al IX-lea. Din cauza atacului o parte a textului, aflată de o parte și de alta a celor două pliuri după care a fost documentul împăturit în Evul Mediu, s-a deteriorat devenind ilizibilă dar aceasta neimpietând în mod fundamental la descifrarea documentului. | Muzeul Județean, Satu | Cimec    |
|      | Contele Georgius Thurzo, palatin al regatului Ungariei, garantează libertățile orașului Mințiu și Satu Mare, acordate de regii și împărații anteriori. Autor: Georgius Thurzo                                         | Datare: 18 mai 1610 Dimensiuni: LA=43 cm , L=28,5 cm Material: hârtie        | Privilegiu semnat de comitele Geogius Thurzo care îndeplinea funcția de palatin al Regatului Ungariei și locotenent general pt. Ungaria. Documentul are o stare proastă de conservare, prezentând mai multe rupturi atât în partea de sus cât și în partea de jos a lui. De asemenea prezintă o ruptură verticală de-a lungul unui pliu rezultat din faptul că el a stat împăturat încă din Evul Mediu. Aceste rupturi au fost completate în deceniul al IX-lea al secolului al XX-lea în cursul procesului de restaurare ce s-a desfășurat la Biblioteca Națională de Stat.                                                                       | Muzeul Județean, Satu | Cimec    |
|      | Împăratul Rudolf al II-lea (1576-1608) reconfirmă vechile drepturi și libertăți acordate orașului Mințiu de la vechii regi ai Ungariei Autor: Rudolf al II lea                                                        | Datare: 5 noiembrie 1577 Dimensiuni: L=60 cm, LA= 60 cm Material: pergament  | Privilegiul semnat de Rudolf are inserat și privilegiul împăratului Maximilian din 1576. Privilegiul prezintă urmele unui atac biologic stopat în urma procesului de restaurare. De asemenea prezintă urme de la procesul de împăturire la care a fost supus încă din Evul Mediu. | Muzeul Județean, Satu | Cimec    |
|      | Ștefan Bocskay (1604-1606), principele Transilvaniei, reconfirmă privilegiile acordate orașului Satu Mare de către împărații Ferdinand I și Rudolf al II-lea. Autor: Ștefan Bacskay                                   | Datare: 22 iunie 1605 Dimensiuni: LA=65 cm, L=56 cm Material: pergament      | Privilegiul este semnat de Ștefan Bacskay și Martinus madachany și are încorporate și cele 2 privilegii ale lui Ferdinand I și Rudolf al II-lea. Privilegiul prezintă urmele unui atac biologic stopat cu ocazia restaurării din deceniul IX al secolului al XX-lea. În partea inferioară dreapta există o gaură, completată cu ocazia restaurării. În epoca medievală privilegiul a fost pliat, urmele observându-se și astăzi. | Muzeul Județean, Satu | Cimec    |
|      | Transumpt al capitelului din Bratislava după diploma împăratului Maximilian al II-lea prin care se reconfirmau vechile libertăți al orașului Mințiu. Autor: capitlul de la Pojon                                      | Datare: 13 martie 1604 Dimensiuni: LA=75 cm, L=64,5 cm Material: pergament   | Transumptul este făcut la cererea juraților orașului Mințiu (Nemety). Pergamentul prezintă urmele unui atac biologic incipient oprit cu ocazia restaurării din deceniul IX al sec. al XX-lea. Din cauza plierii documentului în epoca medievală documentul prezintă în partea de mijloc 2 rupturi completate cu ocazia restaurării. | Muzeul Județean, Satu | Cimec    |
|      | Împăratul Maximilian al II-lea (1564-1576) confirmă vechile drepturi acordate orașului Mințiu de către predecesorii săi regii Ungariei: Matei, Vladislav, Ludovic, Carol, Bela și Andrei. Autor: Maximilian al II-lea | Datare: 10 octombrie 1571 Dimensiuni: L=44 cm, LA= 64 cm Material: pergament | Privilegiul este semnat de Maximilian, împărat al Imperiului Hasburgic și rege al Ungariei și este acordat "oppidi nostri Nemety". Privilegiul prezintă urmele unui atac biologic cu ocazia restaurării. | Muzeul Județean, Satu | Cimec    |